# Louky u Drahlína
Louky u Drahlína jsou přírodní památka u obce Drahlín v okrese Příbram ve Středočeském kraji. Tvoří ji dvě oddělené louky na východním a západním okraji vesnice. Chráněné území bylo vyhlášeno k ochraně biotopů s výskytem motýlů modráska očkovaného, modráska bahenního a samotářských včel z rodu pískorypek.

## Historie
Louky v přírodní památce byly před nástupem těžké zemědělské techniky pravidelně koseny a příležitostně využívány k pastvě dobytka. S použitím těžkých strojů je území, s výjimkou vlhkých částí, pravidelně koseno a jižní okraj západní části zarostl dřevinami. Vlhká oblast slouží k extenzivní pastvě. Chráněné území vyhlásil v kategorii přírodní památka Krajský úřad Středočeského kraje s účinností od 6. srpna 2016.

## Přírodní poměry
Chráněné území s rozlohou třináct hektarů leží v nadmořské výšce 509–581 metrů v katastrálním území Drahlín. Z větší části se překrývá se stejnojmennou evropsky významnou lokalitou. Rozsáhlejší část přírodní památky se nachází mezi západním okrajem Drahlína a Malým Drahlínem, zatímco menší část navazuje na východní okraj vesnice.

### Abiotické poměry

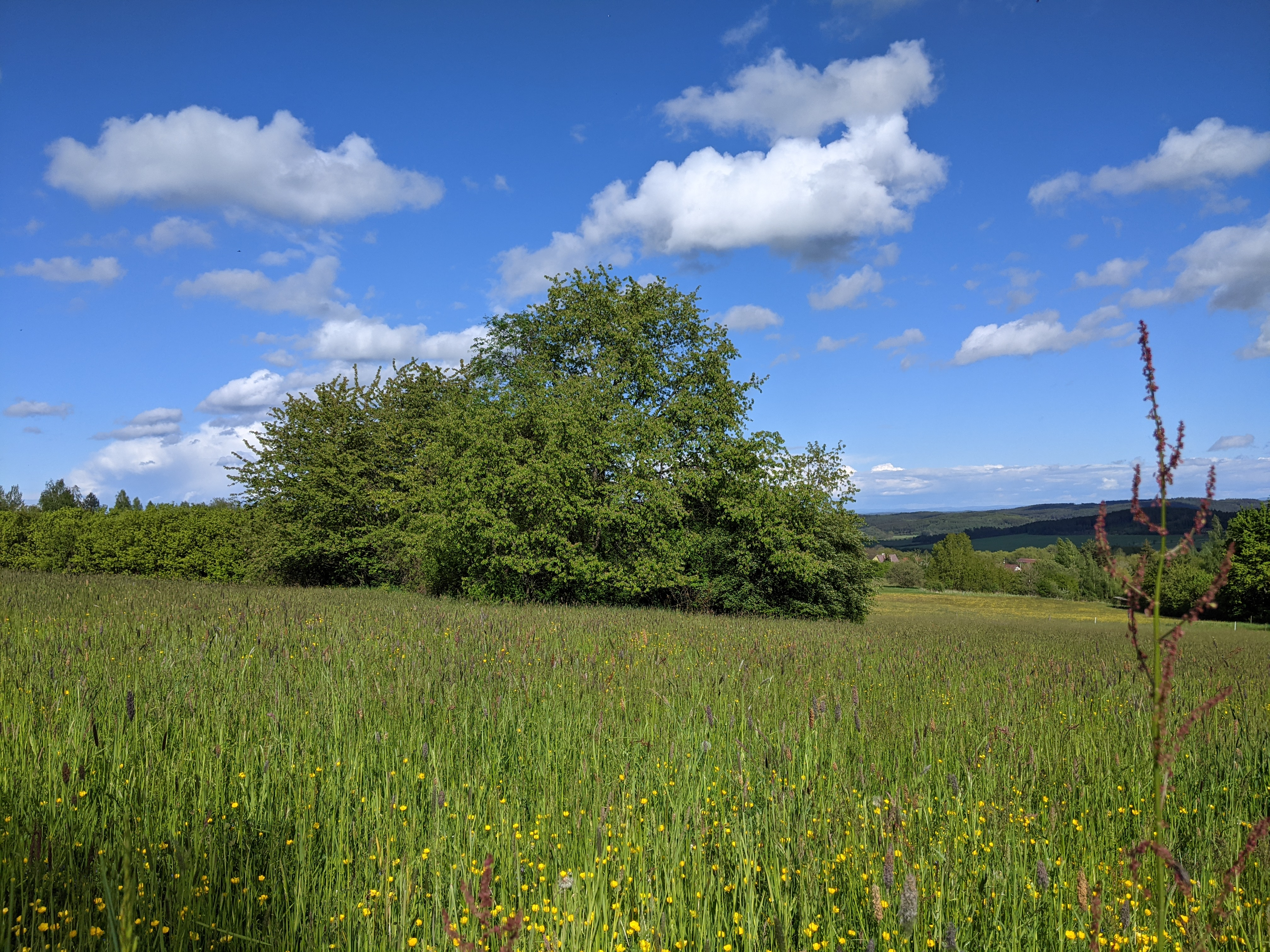
Západní louka

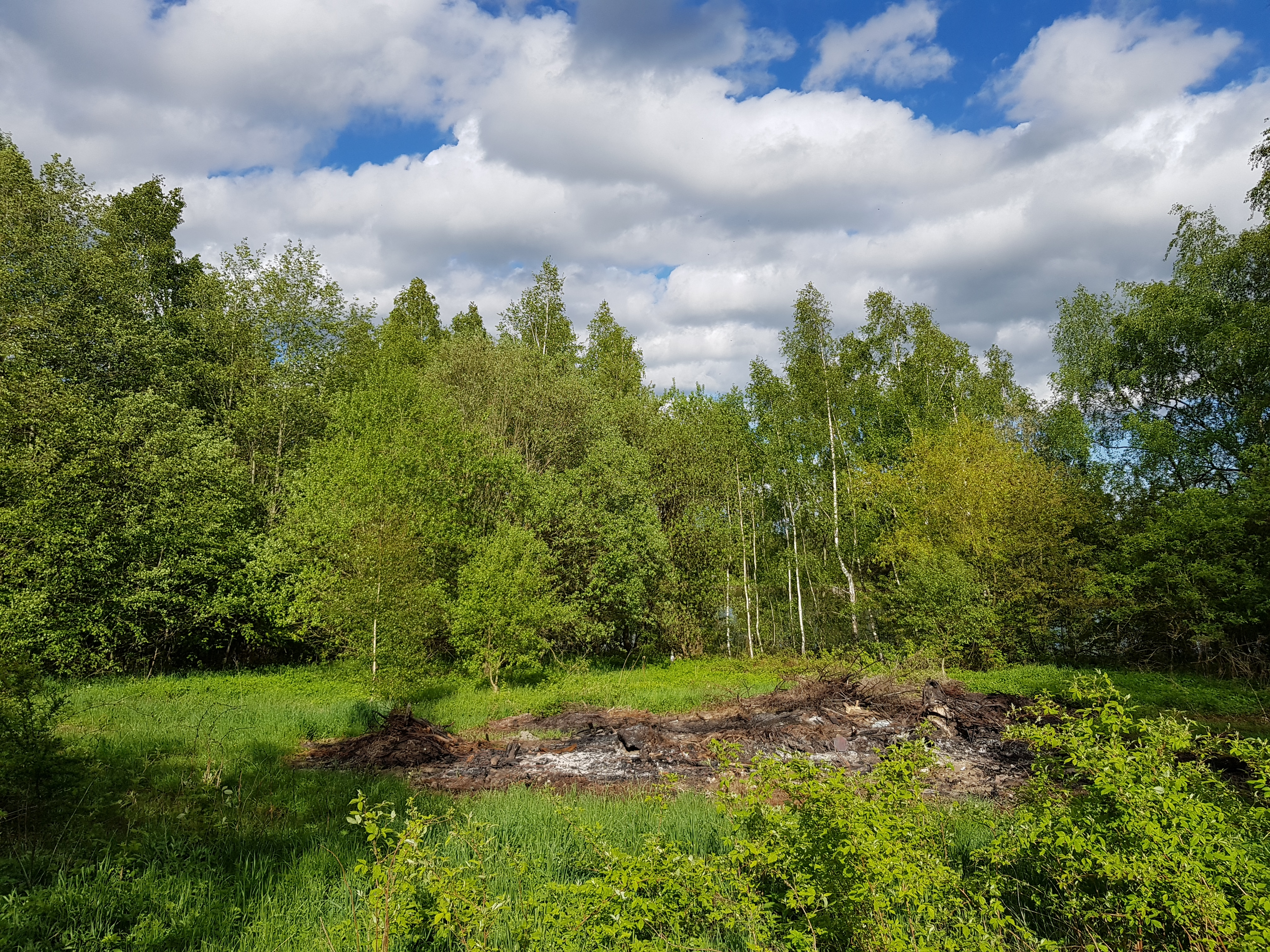
Lesní porost v západním dílu přírodní památky

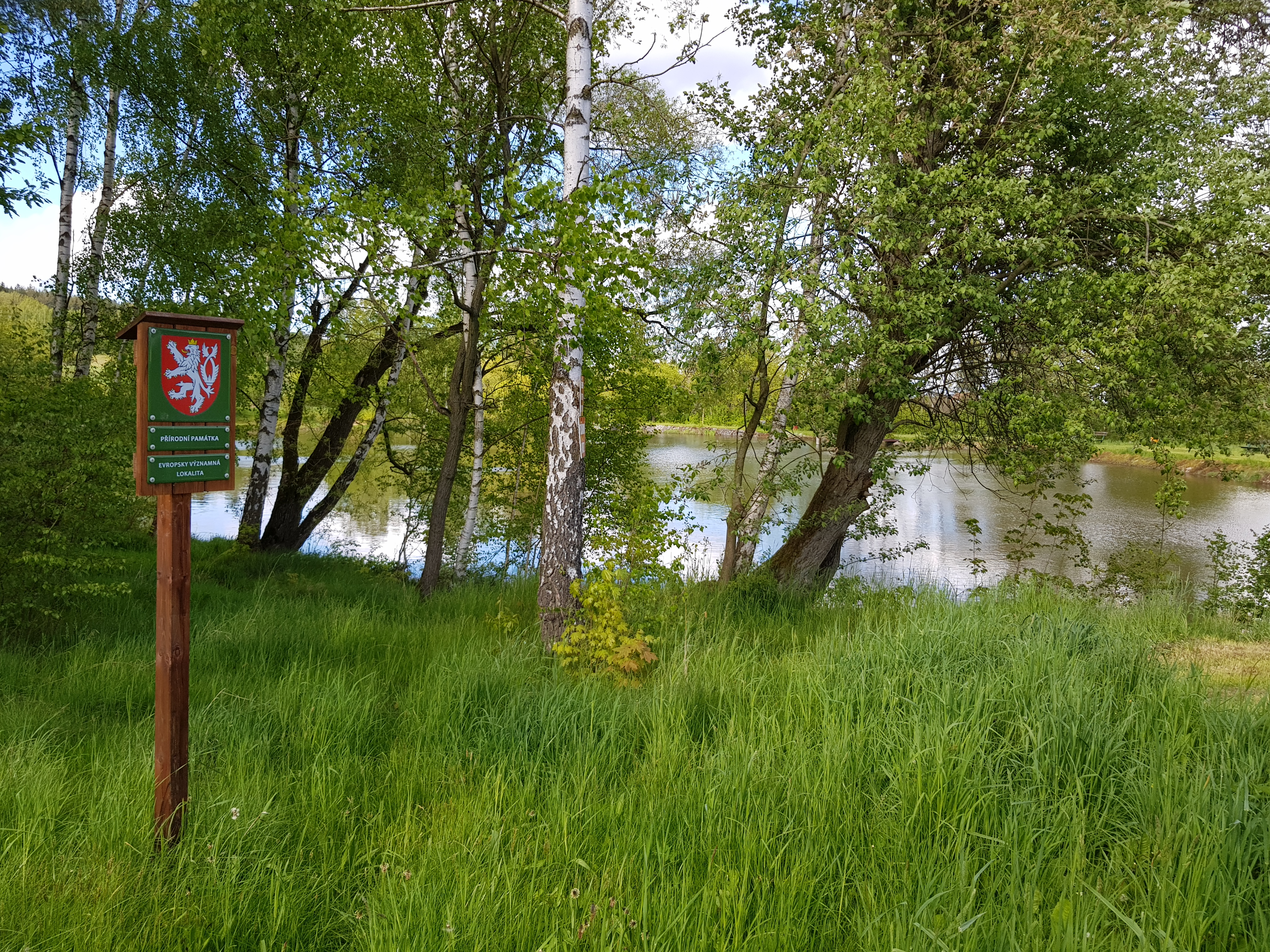
Hranice západní části chráněného území

V geologickém podloží drahlínských luk se vyskytují kambrické horniny, na kterých se vyvinuly kyselé hnědé půdy. V geomorfologickém členění Česka přírodní památka leží v Brdské vrchovině, konkrétně v podcelku Brdy a okrsku Třemošenská vrchovina. Území odvodňuje Drahlínský potok, který je levostranným přítokem Litavky, a patří tedy k povodí Berounky.
V rámci Quittovy klasifikace podnebí se přírodní památka nachází v mírně teplé oblasti MT5, pro kterou jsou typické teploty −4 až −5 °C v lednu a 16 až 17 °C v červenci. Celkový úhrn srážek dosahuje 600–750 milimetrů. Letních dnů bývá třicet až čtyřicet, zatímco mrazových dnů 130–140. Sníh zde leží šedesát až sto dnů v roce.

### Flóra
Předmětem ochrany je soustava luk, lad a remízů, které tvoří asi 85 % rozlohy území. Význačný je výskyt krvavce totenu (Sanguisorba officinalis), který je živnou rostlinou pro zdejší druhy modrásků. Na kosených loukách jsou dominantními druhy trávy psárka luční (Alopecurus pratensis) a ovsík vyvýšený (Arrhenatherum elatius). Na ploše ve středu západní části, která slouží jako pastvina, převažuje třtina křovištní (Calamagrostis epigejos), kterou doplňuje kopřiva dvoudomá (Urtica dioica). Stejné druhy převažují také na ladem ponechaných částech luk.
V jihozápadním cípu západní části vyrostl náletový lesík s dřevinami sukcesně mladších stádií lesa. Patří k nim např. bříza bělokorá (Betula pendula), vrba jíva (Salix caprea), borovice lesní (Pinus sylvestris) a třešeň ptačí (Prunus avium). V jejich podrostu se stále objevují přežívající luční druhy, ale převažují druhy lesní. Ke vzácnějším rostlinám patří hadí mord nízký (Scorzonera humilis).
Východní část přírodní památky tvoří z větší části kosená louka, ale třetinu podél silnice pokrývá nekosená mokřina. Na louce hojně roste krvavec toten a svízel severní s řadou dalších běžných lučních druhů. V mokřině se vyskytuje tužebník jilmový (Filipendula ulmaria), vrbina obecná (Lysimachia vulgaris), kyprej vrbice (Lythrum salicaria), vrbovka chlupatá (Epilobium hirsutum), orobinec širokolistý (Typha latifolia) a skřípina lesní (Scirpus sylvaticus). Nalezen byl také rozrazil potoční (Veronica beccabunga), sítina článkovaná (Juncus articulatus), řebříček bertrám (Achillea ptarmica) a ojediněle vrba popelavá (Salix cinerea).

### Fauna
K živočišnému předmětu ochrany patří silně ohrožené druhy motýlů modráska očkovaného (Phengaris teleius), modráska bahenního (Phengaris nausithous), roztroušeně žijící ohrožení zástupci hmyzu jako jsou čmelák hájový (Bombus lucorum) a samotářské včely rodu pískorypek (Andrena). Při monitoringu v roce 2014 se modrásek bahenní vyskytoval jen ve východní části, zatímco modrásek očkovaný byl zaznamenán jen v části západní. Housenky obou druhů se částečně vyvíjejí v mraveništích, přičemž hostitelským druhem mravence pro modráska bahenního je věštšinou mravenec žahavý (Myrmica rubra), ale modrásek očkovaný využívá mraveniště více druhů.